# Colin Charvis
Colin Charvis (Sutton Coldfield, 17 dicembre 1972) è un ex rugbista a 15 gallese, che giocava nel ruolo di terza linea.
Ha disputato due incontri con la maglia dei British and Irish Lions.